# Década de 100 a.C.
Séculos: (Século III a.C. - Século II a.C. - Século I a.C.)
Décadas: 150 a.C. 140 a.C. 130 a.C. 120 a.C. 110 a.C. - 100 a.C. - 90 a.C. 80 a.C. 70 a.C. 60 a.C. 50 a.C.
Anos:
109 a.C. - 108 a.C. - 107 a.C. - 106 a.C. - 105 a.C. - 104 a.C. - 103 a.C. - 102 a.C. - 101 a.C. - 100 a.C.